# Mouvement Nation
Pour les articles homonymes, voir Nation (homonymie).
En Belgique, le Mouvement Nation, aussi orthographié Mouvement NATION (ou NATION), est un mouvement et parti politique néonazi ou d'extrême droite,, de tendance identitaire, solidariste et nationaliste belge créé le 9 août 1999 et présidé dès lors par Hervé Van Laethem.

## Historique
Le 9 août 1999, Van Laethem constitue avec deux autres personnes l'association sans but lucratif Mouvement pour la Nation. Le but de celle-ci est, entre autres, « la diffusion et la défense d’idées nationalistes ». Lors de l'assemblée générale extraordinaire du 28 septembre 2008, la décision est prise de dissoudre l'association. Cependant, le mouvement continue son activité.[réf. nécessaire]
Le 12 janvier 2019, le parti d'extrême-droite Nouvelle Wallonie Alternative (NWA) fusionne avec NATION. Le Président de la NWA, Salvatore Russo, devient vice-président de NATION. Auparavant, NATION ne possédait pas de vice-président.
Le 28 septembre, Nation s'associe avec la NS-A (Nieuw-Solidaristisch Alternatief!, identitaires flamand) pour devenir dans le futur un parti national. Edouard Hermy, coordinateur de la NS-A, devient le second vice-président de NATION le 13 octobre. Le 24 novembre, NATION annonce que le mouvement est devenu un parti national présent en Flandre et en Wallonie et que la NS-A devient la branche flamande de NATION et est renommée Nationale Beweging.
En décembre 2023, le Mouvement Nation place à sa tête le néofasciste français Yvan Benedetti.

## Actions médiatiques
Jouant régulièrement la carte de l'activisme, le mouvement revendique des réussites médiatiques sur le terrain. L'annonce de la libération anticipée de Michelle Martin a provoqué de nombreuses manifestations d'opposants avant sa libération conditionnelle, dont celle du mouvement Nation. Mais aussi la visite de commerces halals avec des masques de cochon comme aperçus dans l'émission Reporter de RTL-TVI du 22 novembre 2013.[réf. nécessaire] On le connait également pour avoir été déverser du fumier devant le domicile de Philippe Moureaux, ancien bourgmestre de Molenbeek et ce à la suite de la vague d'attentats djihadistes. Dans un article de Sudinfo, on aperçoit son Secrétaire Général[Qui ?] à l'œuvre. C'est encore ce dernier qui symboliquement boute le feu au drapeau de l'État Islamique au château de Bouillon.
Hormis ces actions coup de poing, le mouvement dispose de sa propre chaîne vidéo d'information sur YouTube où l'on retrouve vidéo de propagande, un journal, des flash d'actualité, une émission débat ainsi qu'une capsule intitulée Autant le Savoir. La branche jeunesse du mouvement est Jeune NATION.
En 2019, le président du mouvement, Hervé Van Laethem, dépose la marque « Gilets Jaunes » auprès de l’Office du Benelux pour la propriété intellectuelle ; Van Laethem justifie son geste d'appropriation sans fondement en disant « [qu'] il s'agit d'éviter que le terme 'Gilets Jaunes' soit utilisé n’importe comment et par n’importe qui, et en particulier dans le cadre des élections ».

## Ligne idéologique
Le mouvement partage de nombreuses idéologies de la mouvance identitaire à laquelle il appartient :  le solidarisme, le rejet de l'islamisation, l'opposition à l'immigration, et la défense de « l’identité et la civilisation européenne ainsi que sa culture millénaire » en prônant la « remigration ». Le Mouvement Nation est membre du groupe européen Alliance pour la paix et la liberté et avec ses homologues du groupe européen, le Mouvement Nation est contre l'État d'Israël, prône l'antisionisme et est en faveur du Hezbollah libanais,,. D'un point de vue institutionnel le mouvement est républicain, ce qui est assez rare dans le milieu belgicaniste belge. 

### Présidents de NATION
| Président | Président          | Durée                |
| --------- | ------------------ | -------------------- |
| 1         | Hervé Van Laethem  | 1999 - 2010 (11 ans) |
| 2         | Jean-Pierre Demol  | 2010 - 2014 (4 ans)  |
| (1)       | Hervé Van Laethem  | 2014 - 2021 (7 ans)  |
| 3         | Nancy Van Den Eede | 2021 - 2022 (1 an)   |
| 4         | Ann Franquet       | 2022 - 2023 (1 an)   |
| 5         | Yvan Benedetti     | 2023 - (2 ans)       |

### Présidents d'honneur
| Président d'honneur | Président d'honneur | Durée           |
| ------------------- | ------------------- | --------------- |
| 1                   | Jean-Pierre Demol   | 2014 - (11 ans) |

## Résultats électoraux

### Chambre des représentants
| Année | %           | Sièges  | +/− | Gouvernement                   |
| ----- | ----------- | ------- | --- | ------------------------------ |
| 2003  | 0,06        | 0 / 150 | ±0  | Opposition extra-parlementaire |
| 2007  | non-présent | 0 / 150 | ±0  | Opposition extra-parlementaire |
| 2010  | non-présent | 0 / 150 | ±0  | Opposition extra-parlementaire |
| 2014  | 0,15        | 0 / 150 | ±0  | Opposition extra-parlementaire |
| 2019  | 0,16        | 0 / 150 | ±0  | Opposition extra-parlementaire |

### Parlement wallon
| Année | %    | Sièges  | +/− | Gouvernement                   |
| ----- | ---- | ------- | --- | ------------------------------ |
| 2014  | 0,53 | 0 / 150 | ±0  | Opposition extra-parlementaire |
| 2019  | 0,47 | 0 / 150 | ±0  | Opposition extra-parlementaire |

### Parlement bruxellois
| Année | %           | Sièges  | +/− | Gouvernement                   |
| ----- | ----------- | ------- | --- | ------------------------------ |
| 2009  | 0,12        | 0 / 150 | ±0  | Opposition extra-parlementaire |
| 2014  | 0,33        | 0 / 150 | ±0  | Opposition extra-parlementaire |
| 2019  | non présent | 0 / 150 | ±0  | Opposition extra-parlementaire |

### Parlement européen
| Année | %           | Sièges | +/− |
| ----- | ----------- | ------ | --- |
| 2014  | non présent | 0 / 8  | ±0  |
| 2019  | non présent | 0 / 8  | ±0  |

## Publications
La revue généraliste Devenir, créée en 1998, un an avant le mouvement Nation, niait toute dépendance idéologique ou politique, mais son comité de rédaction était majoritairement composé de membres du groupe et elle avait le même fondateur, Hervé Van Laethem, ancien sous-officier de l'armée belge, membre du Parti européen, dirigeant de VMO-Bruxelles et animateur de la section franco-belge du Mouvement européen. Organe de l'un des deux courants idéologiques de l'Assaut, groupe néonazi belge francophone, Devenir se voulait plus théorique que Nation-infos, publication officielle du mouvement, et se proposait de donner au radicalisme belge les formes du nationalisme révolutionnaire, tout en entretenant et coordonnant l'action des ex-membres de l'Assaut. À plus longue échéance, la revue était censée servir à la formation d'un nouveau mouvement. Son titre reprenait celui de l'organe officiel de la Waffen SS française publié sous la responsabilité de Saint-Loup. Elle a été remplacée en 2005 par ID magazine, organe du Bloc identitaire. L'organe actuel du mouvement, Nations-info, est un mensuel axé sur la vie du groupe.[réf. nécessaire]

## Organisations associées
Ce mouvement travaille quotidiennement avec des organismes dont l'action participe à la réalisation de ses objectifs. Il est membre de l'APF (Alliance For Peace And Freedom), un parti européen regroupant plusieurs mouvement issus de la mouvance radicale et ayant des députés au parlement européen. En mars 2018, le mouvement a participé à Genève à une conférence trans-européenne intitulée "L'Europe nationaliste", aux côtés de Résistance helvétique (Suisse), de CasaPound (Italie) et du Bastion social (France).